# 27 март
27 март е 86-ият ден в годината според григорианския календар (87-и през високосна година). Остават 279 дни до края на годината.

## Събития
- 196 г. пр.н.е. – Птолемей V се възкачва на трона на Египет.
- 1309 г. – Папа Климент V отлъчва Венеция и цялото ѝ население.
- 1329 г. – В Агро Доминико папа Йоан XXII осъжда някои писания на Майстер Екхарт като ерес.
- 1625 г. – Чарлз I става крал на Англия, Шотландия и Ирландия и претендира за крал на Франция.
- 1782 г. – Чарлс Уотсън-Уентуърт, 2-ри маркиз на Рокингам става министър-председател на Обединеното кралство.
- 1854 г. – Кримска война: Великобритания обявява война на Русия.
- 1867 г. – Карл Маркс завършва първия том на Капиталът, в който са формулирани икономическите закони за развитието на капиталистическото общество.
- 1899 г. – Италианският инженер Гулиелмо Маркони осъществява първата международна радиовръзка – между Англия и Франция, като използва морзовата азбука.
- 1907 г. – Приет е закон за организиране на обществена безопасност, с който е създадена тайната политическа полиция.
- 1917 г. – Състои се битката при Червената стена.
- 1918 г. – Молдова и Бесарабия се присъединяват към Румъния.
- 1927 г. – Спуснат е на вода японският самолетоносач „Акаги“.
- 1933 г. – Япония напуска Обществото на народите.
- 1941 г. – Втората световна война: В Югославия е извършен държавен преврат.
- 1943 г. – Приет е закон за 5% вътрешен държавен заем против инфлацията.
- 1953 г. – Правителството на България намалява държавните цени на дребно на стоките за народно потребление.
- 1956 г. – Направена е първата копка на Автомагистрала А1 в Италия.
- 1958 г. – Никита Хрушчов е избран за Председател на Съвета на министрите на СССР.
- 1962 г. – За първи път се чества Международният ден на театъра.
- 1964 г. – Най-силното земетресение, регистрирано в САЩ, с магнитуд 9,2 по скалата на Рихтер разтърсва южна и централна Аляска и убива 125 души.
- 1969 г. – Изстрелян е американският космически апарат Маринър 7, който заедно с Маринър 6 (изстрелян на 24 февруари 1969 г.) осъществява първата двойна мисия до Марс за дистанционен анализ на атмосферата и повърхността на планетата.
- 1972 г. – От СССР е изстрелян автоматичен космически апарат Венера 8.
- 1973 г. – Американският актьор Марлон Брандо се отказва от наградата Оскар, в знак на подкрепа на правата на индианците.
- 1976 г. – Открито е метрото на Вашингтон.
- 1977 г. – При най-голямата в историята самолетна катастрофа два самолета Боинг 747 се сблъскват на летище „Лос Родеос“, Тенерифе (Канарски острови), при което загиват 583 души.
- 1980 г. – В Северно море се преобръща норвежката нефтена платформа Alexander Kielland, загиват 123 души от обслужващия персонал.
- 1990 г. – В Лондон е открит музей на Шерлок Холмс.
- 1993 г. – Дзян Дзъмин е избран за президент на Китайската народна република.
- 2004 г. – Открит е стадионът „O2 Арена“ в Прага, Чехия.
- 2010 г. – От 20:30 до 21:30 (българско време) e проведен Часът на земята.

## Родени
- 972 г. – Робер II, крал на Франция († 1031 г.)
- 1196 г. – Светослав III, велик княз на Владимирско-Суздалското княжество († 1252 г.)
- 1746 г. – Майкъл Брус, шотландски поет († 1767 г.)
- 1753 г. – Андрю Бел, британски педагог († 1832 г.)
- 1776 г. – Шарл-Франсоа Брисо дьо Мирбел, френски ботаник († 1854 г.)
- 1785 г. – Луи XVII, крал на Франция († 1795 г.)
- 1797 г. – Алфред дьо Вини, френски писател († 1863 г.)
- 1845 г. – Вилхелм Рьонтген, германски физик, Нобелов лауреат през 1901 г. († 1923 г.)
- 1847 г. – Ото Валах, германски химик, Нобелов лауреат през 1910 г. († 1931 г.)
- 1863 г. – Хенри Ройс, британски предприемач († 1933 г.)
- 1871 г. – Хайнрих Ман, германски писател († 1950 г.)
- 1877 г. – Теодор Моров, български биолог († 1941 г.)
- 1886 г. – Лудвиг Мис ван дер Рое, германско-американски архитект († 1969 г.)
- 1893 г. – Карл Манхайм, социолог († 1947 г.)
- 1899 г. – Гечо Кокилев, български и съветски морски офицер († 1938 г.)
- 1901 г. – Ейсаку Сато, японски политик, Нобелов лауреат през 1974 г. († 1975 г.)
- 1909 г. – Голо Ман, германско-швейцарски историк († 1994 г.)
- 1914 г. – Ричард Денинг, американски актьор († 1998 г.)
- 1917 г. – Сайръс Ванс, държавен секретар на САЩ († 2002 г.)
- 1918 г. – Иван Недев, български политик († 1992 г.)
- 1921 г. – Ричард Марнър, британски актьор († 2004 г.)
- 1927 г. – Мстислав Ростропович, руски музикант († 2007 г.)
- 1927 г. – Сесил Бьодкер, датска поетеса и писателка († 2020 г.)
- 1928 г. – Мито Исусов, български историк († 1999 г.)
- 1932 г. – Слав Караславов, български писател († 2002 г.)
- 1934 г. – Ищван Чурка, унгарски журналист († 2012 г.)
- 1941 г. – Саркис Бохосян, български шахматист
- 1942 г. – Джон Сълстън, английски биолог, Нобелов лауреат през 2002 г. († 2018 г.)
- 1942 г. – Майкъл Йорк, английски актьор
- 1947 г. – Брайън Джоунс, британски въздушен пионер
- 1950 г. – Димитър Луджев, български политик
- 1952 г. – Мария Шнайдер, френска актриса († 2011 г.)
- 1955 г. – Мариано Рахой, испански политик
- 1959 г. – Велислав Минеков, български скулптор
- 1962 г. – Кевин Дж. Андерсън, американски писател
- 1963 г. – Куентин Тарантино, американски режисьор
- 1969 г. – Марая Кери, поп певица
- 1970 г. – Елизабет Мичъл, американска актриса
- 1970 г. – Хилда Казасян, българска певица
- 1971 г. – Дейвид Култард, британски състезател от Формула 1
- 1972 г. – Серхан Яваш, турски киноартист
- 1972 г. – Чарли Хаас, американски кечист
- 1975 г. – Стейси Фъргюсън, американска певица
- 1976 г. – Емил Шаламанов, български футболист
- 1985 г. – Давид Навара, чешки шахматист
- 1986 г. – Мануел Нойер, германски футболист
- 1987 г. – Иван Тодоров, български футболист

## Починали
- 973 г. – Херман Билунг, саксонски херцог (* ок. 900)
- 1191 г. – Папа Климент III (* ?)
- 1462 г. – Василий II, велик княз на Москва (* 1415 г.)
- 1479 г. – Хорхе Манрике, испански поет (* 1440 г.)
- 1482 г. – Мария Бургундска, херцогиня на Бургундия (* 1457 г.)
- 1625 г. – Джеймс I, крал на Англия и Ирландия (* 1566 г.)
- 1770 г. – Джовани Батиста Тиеполо, италиански художник (* 1696 г.)
- 1848 г. – Габриел Биброн, френски зоолог (* 1805 г.)
- 1875 г. – Едгар Кине, френски политик и историк (* 1803 г.)
- 1878 г. – Добри Войников, български възрожденец – писател, драматург и музикален деец (* 1833 г.)
- 1886 г. – Добри Чинтулов, български възрожденец и поет (* 1822 г.)
- 1893 г. – Тонка Обретенова, българска революционерка (* 1812 г.)
- 1901 г. – Илия Цанов, български политик (* 1835 г.)
- 1923 г. – Джеймс Дюар, британски физик и химик (* 1842 г.)
- 1923 г. – Стефан Сарафов, български лекар и общественик (* ?)
- 1931 г. – Арнолд Бенет, английски писател и критик (* 1867 г.)
- 1933 г. - Иван Ильов Марков, български революционер. (*около 1849 г.)
- 1938 г. – Уилям Щерн, германски психолог (* 1871 г.)
- 1940 г. – Дан Колов, български борец и кечист (* 1892 г.)
- 1946 г. – Карл Гроос, германски психолог и философ (* 1861 г.)
- 1952 г. – Георги Атанасов, български художник (* 1904 г.)
- 1967 г. – Ярослав Хейровски, чешки учен Нобелов лауреат през 1959 г. (* 1890 г.)
- 1968 г. – Юрий Гагарин, съветски космонавт (* 1934 г.)
- 1972 г. – Мориц Корнелис Ешер, нидерландски художник (* 1898 г.)
- 1973 г. – Боян Икономов, български композитор и диригент (* 1900 г.)
- 1982 г. – Хариет Адамс, американска писателка (* 1892 г.)
- 1983 г. – Димитър Костадинов Измирлиев, български учител, журналист и общественик (* 1915 г.)
- 1995 г. – Алберт Драх, германски писател (* 1902 г.)
- 1998 г. – Фери Порше, австрийски автомобилен предприемач (* 1909 г.)
- 2002 г. – Били Уайлдър, американски режисьор (* 1906 г.)
- 2002 г. – Дъдли Мур, американски комик (* 1935 г.)
- 2004 г. – Робер Мерл, френски писател (* 1908 г.)
- 2006 г. – Станислав Лем, полски писател (* 1921 г.)
- 2010 г. – Василий Смислов, руски шахматист (* 1921 г.)
- 2015 г. – Олга Сияпутра, индонезийски актьор (* 1983 г.)
- 2022 г. - Любомир Милчев – Денди, български писател (*1963 г.)

## Празници
- Международен ден на театъра, основан във Виена от Международния институт за театър през 1961 г.
- Ангола – Ден на победата
- Бирма – Празник на въоръжените сили
- Белгия – Празник на Франкофонската културна общност
- Мианмар – Ден на армията (Ден на въоръжените сили)
- Русия – Ден на вътрешни сили на Министерството на вътрешните работи
- Празник на град Елхово (отбелязва се от 1994 г.)

## Католически и православни светци
- Александър († 286 – 305), Александър Романски или Александър от Дризипара, римски легионер, мъченик, измъчван в Панония и обезглавен в Тракия, днешен Büyük Karistiran – Турция при Максимиан
- Амадор († ?), Аматор, отшелник в Португалия, чието съществуване се оспорва.
- Августина от Сенада (V век) или Августа,  девственица, убита от баща си, германски аристократ във Фриул
- Йоан († 394), Йоан египетски, отшелник от Тебаида
- Руперт († ? – 710) от Залцбург, епископ и мисионер
- Филетий († ? – 121) мъченик, убит по времето на император Адриан с жена си св. Лидия, и съмишленици: Македон, Теопрепий, Амфилохий и Хронида.
- Занита? и Лазар Персийски († 326) – мъченици, убити заедно със своите съмишленици
- Хабиб (III – IV век)

## Католически светци и блажени на деня
- Алберт († 1181), Алберт от Тренто, мъченик, жертва на войните на Фридрих I Барбароса
- Франсоа († 1888), François Faà Di Bruno, отец, роден в Алесандрия, Италия.
- Матей († 1100), Матей от Бове, мъченик, обезглавен по време на първия кръстоносен поход
- Ромулус от Ним, абат от Бенедиктинския орден, измъчван и убит през 730, живял в град Ним.